# 랑코현
랑코현(스페인어: Provincia del Ranco)은 칠레 로스리오스 주를 구성하는 2개의 현 가운데 하나로 현도는 라우니온이며 면적은 8,232.3km2, 인구는 91,656명(2012년 기준), 인구 밀도는 11명/km2이다.